# دوندار قوشچی
دوندار قوشچی (به لاتین: Dondar Quşçu) یک منطقه مسکونی در جمهوری آذربایجان است که در شهرستان تووز واقع شده است. دوندار قوشچی ۳۴۸۲ نفر جمعیت دارد.